# Danny Gabbidon
Daniel Leon "Danny" Gabbidon (født 8. august 1979 i Cwmbran, Wales) er en walisisk fodboldspiller, der spiller som midterforsvarer. Han har gennem karrieren spillet for blandt andet West Bromwich, Queens Park Rangers og Crystal Palace.

## Landshold
Gabbidon står (pr. april 2018) noteret for 49 kampe for Wales landshold, som han debuterede for i marts 2002 i et opgør mod Tjekkiet. 